# Wiborada
Wiborada, o Viborada, en alemany antic Wiberat (IX segle – 2 de maig del 926, Sant Gal), va ser una monja suïssa que va viure reclusa i emparedada durant deu anys a Sant Gal i va morir martiritzada durant una incursió dels magiars.
No se sap el lloc on descansen actualment les seves restes, però el que sí que sabem és que va ser un lloc de peregrinació. Wiborada va ser la primera dona a ser oficialment santificada, sota el pontificat de Climent II l'any 1047. A la iconografia se la representa en vestits monacals, amb un llibre en una mà, en al·lusió als llibres que va salvar, i una alabarda a l'altra, símbol de l'instrument amb què va ser martiritzada.
La seva festivitat és el 2 de maig i a Suïssa és considerada la patrona dels bibliotecaris. És venerada com a santa pel Catolicisme i l'Església Ortodoxa.

## Biografia

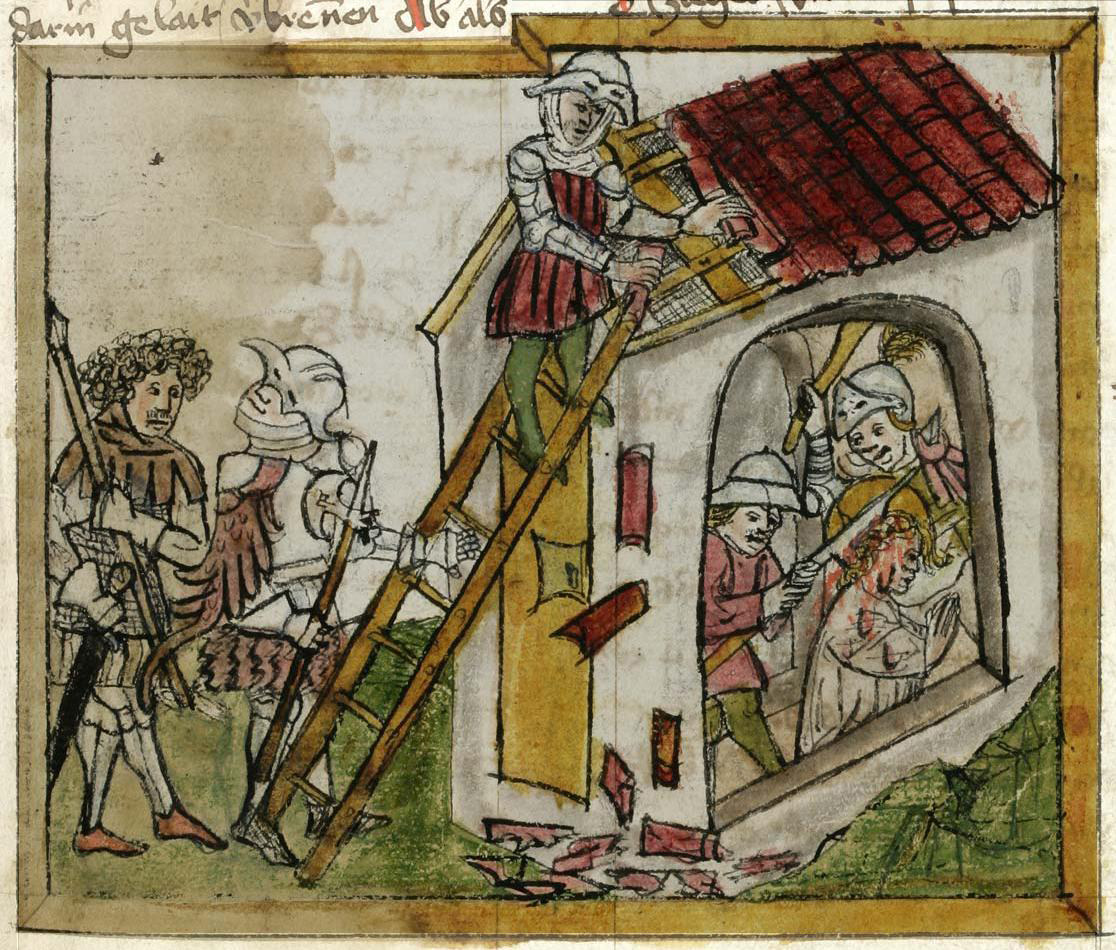
Martiri de Santa Wiborada, ca. 1451.

No se sap amb certesa l'any de naixement de Wiborada, ja que cap de les fonts conservades ho mencionen. Tampoc no han donat resultats les recerques que s'han dut a terme per localitzar la casa paterna.
Segons els Annales Sangallenses maiores i la Crònica Universal d'Hermann de Reichenau, Wiborada es va recloure a l'església de Sant Mang a Sant Gal l'any 916. En aquesta església, fundada el 13 d'octubre del 898 per l'emperador Arnulf de Caríntia, hi oficiava aleshores el seu germà, Hitto.
Els monjos de l'abadia de Sant Gal va anotar la data del martiri de la santa, l'1 de maig del 926, a mans dels invasors hongaresos: «KALENDIS MAIIS WIBERAT reclusa a paganis interempta» (A les calendes de maig la reclusa Wiberat [Wiborada] va morir a mans dels pagans). Els Annales Sangallenses maiores, anoten en canvi el 2 de maig com a dia de la mort; una contradicció que pot explicar-se pel fet que la incursió magiar va produir-se efectivament l'1 de maig, durant la qual la santa va ser greument ferida, morint l'endemà.

## Llegenda

### Infantesa i joventut
Wiborada, que provenia d'una família noble alemanya, de la regió de Suàbia, és descrita com una nena molt virtuosa i piadosa. Segons les Vitae, tenia como a model Marta de Betània (exemple de Vita activa) i Maria de Betània (exemple de Vita contemplativa).
Als textos s'esmenta que tenia una germana més petita, morta jova, i també que solia passar l'estona pregant per la redempció dels mortals, en comptes de jugar amb altres nenes. En la seva adolescència continuà aquesta vida piadosa, anava cada dia a l'església i demanava que els seus pares fessin el mateix que ella. A la Vita II es descriuen les seves virtuts, que practicava de manera freqüent, el dejuni i la mortificació del cos. I s'explica que un dia de festa, quan en companyia de la seva mare anava a cavall camí de l'església, Wiborada va sentir la crida de la vocació. Va baixar aleshores del cavall i es va desprendre de totes les seves joies.

### Època de les aparicions a Sant Gal
Segons les dues Vitae, Wiborada va decidir servir el seu germà Hitto, capellà a Sant Gal. S'ocupava de la roba del seu germà i de les enquadernacions dels llibres litúrgics de la gran biblioteca de l'abadia. Hitto va començar a ensenyar-li llatí i els salms per al cant de l'Ofici diví, tot i que s'explica que al Salm 49 s'aturaren les lliçons. Tanmateix una aparició l'exhortà a continuar i li ensenyà el Salm 50; la resta van ser apresos també per inspiració de l'Esperit Sant. Un diumenge de la Septuagèsima va ocórrer que faltaven alguns cantors a la missa i Wiborada s'hi incorporà cantant 90 salms de manera admirable i miraculosa. A la mort del pare, Wiborada va cuidar la seva mare i sovint també curava els malalts estrangers que el seu germà portava a casa. La Vita I narra la peregrinació a Roma de Wiborada juntament amb el seu germà. Aquest, seguint un consell de la seva germana, va entrar com a monjo a l'Abadia de Sant Gal. Les Vitae expliquen amb detall el trajecte ascètic i espiritual de Wiborada, amb dejunis, vigílies, autoflagel·lacions i una vida extremadament austera.
A la Vita II s'explica una aparició del diable sota l'aparença d'un porc, que Wiborada apartà fent el senyal de la creu. Però el diable havia dut amb ell una de les seves criades, que va començar a fer acusacions calumnioses contra Wiborada. Aleshores, i instàncies del bisbe, Wiborada va haver d'afrontar-se a un judici d'ordalia, del qual va sortir innocent. Tanmateix no es va castigar la culpable, que va continuar amb les difamacions contra la santa, fins que Déu la va fer morir boja i pobra.
El bisbe de Constança, que va assabentar-se de la vida de Wiborada i la invità a trobar-se amb ell, l'hauria aconsellat d'entrar al convent de Lindau, però ella va declinar seguint per contra el consell de Sant Gal que se li aparegué en una visió. Aquest capítol manca a la Vita I.

### La vida Sant Gal
Wiborada va viure 4 anys com a reclusa en una cel·la a San Giorgio (avui una localitat al sud-est de Sant Gal), al costat de dues criades, Kebeni i Bertherada, seguint una rígida vida ascètica i conforme a les regles del Concili Trullà que havia prescrit la vida dels reclusos. La Vita II narra també en aquesta època l'aparició a Wiborada d'un àngels i que va cantar 3 vegades el Salm 21.
Per manament del bisbe es va preparar aleshores al costat de l'església de Sant Magne de Füsse un cel·la on es reclouria Wiborada. Aleshores el diable va tornar a aparèixer intentant distraure-la d'aquesta vida, però Wiborada va fer de nou el senyal de la creu i va combatre la temptació. Durant la seva vida de reclusa, es descriuen nombrosos miracles i profecies; per exemple, sant Gal se li hauria aparegut anunciant-li un desastre per als membres del convent al llac de Constança, fet que va arribar a succeir. També li va predir a un estudiant del convent, de nom Ulric, futur Sant Ulric, la seva nominació com a bisbe (tot i que aquesta trobada resultaria cronològicament impossible).

### El martiri
Al juny del 925 Wiborada va tenir una visió, segons la qual un any després els hongaresos envairien l'Abadia de Sant Gal com també el seu martiri. Les Vitae precisen la data de l'1 de maig del 926. Tot i la pressió de l'abat Engibert, Wiborada es va negar a sortir de la seva cel·la. Però, com indica la Vita I, va suggerir l'abat de resguardar de manera segura sota una roca, a les muntanyes properes, el tresor de l'Abadia i els seus preciosos manuscrits. Quan es va saber que els hongaresos estaven a prop, els monjos, i també el germà de Wiborada, deixaren l'abadia per refugiar-se també a la cova. Els hongaresos entraren a l'església de Sant Magne i la van cremar, i també incendiaren la clausura, tot i que aquí el foc es va extingir miraculosament. En l'assalt trobaren Wiborada agenollada davant l'altar; li esquinçaren la roba fins al cilici que portava i la feriren al cap amb una destral. Segons la Vita II Wiborada va morir l'endemà. La va trobar el seu germà, que informà l'abat, que hauria tornat al recinte 8 dies després. La Vita II descriu el seu funeral, amb l'abat i un gran nombre de fidels.

### Miracles
La Vita I descriu, després de la mort i el funeral, els miracles; mentre que a l'altre relat, la vida i els miracles són tractats en textos separats, seguint el model hagiogràfic. Els miracles següents apareixen a la llista del capítol Historia Miraculorum de la Vita II.
- sobra la tomba de santa Wiborada apareix una llum il·luminada des del cel;
- una criada va veure un resplendor procedent de Wiborada;
- una planta de fonoll sobre la tomba de Wiborada reverdeix en ple hivern;
- Hitto va trobar una pinta movent-se sobre la seva tomba;
- amb la pinta de Wiborada va ser curat un malalt dels ulls;
- Rachilde (semblantment companya de Wiborada a la cel·la) es cura miraculosament d'una malaltia;
- un estudiant del convent de nom Ulric es cura sobre la tomba de la santa;
- Wiborada expressa, en una visió a Hitto, la seva desaprovació per a una nova tovalla de l'altar;
- Pliddruda, germana de Rachilde, és curada també per Wiborada;
- després d'haver complert la promesa, el capellà Eggibert és guarit també del seu mal als ulls;
- una dona de nom Reginsinda, que no va complir amb la seva promesa després de ser curada, és castigada per aquest fet;
- dos malalts més aconsegueixen la curació sobre la tomba de Wiborada;
- un tros de fusta de la galleda de Wiborada va curar el mal de dents;
- Kebeni, criada di Wiborada, és curada de les ferides que li fa el dimoni, quan la va empènyer en una cuina;
- durant el trasllat de les relíquies a l'església un paleta va sofrir un accident i va ser curat miraculosament.

## Culte
Segons les Vitae, l'aniversari de la mort de Wiborada va començar a celebrar-se amb regularitat un any després de la seva mort. Tot i que l'aniversari s'hauria de celebrar l'1 de maig, durant la canonització de Wiborada es va establir el 2 de maig.
De la canonització de Wiborada només en parla una font contemporània: la continuació anònima de la crònica abacial Casus sancti Galli d'Ekkeard IV de Sant Gal, la còpia més antiga de la qual es conserva al Còdex 615 de la biblioteca de l'abadia. S'explica que foren l'emperador Enric III i la seva segona muller, Agnès de Poitou, els que promogueren la causa de canonització de Wiborada davant del papa Climent II i amb el bisbe de Constança, Teodoric.
El model de Wiborada va ser imitat i seguit a Sant Gal i als seus entorns. Per exemple, l'última reclusa coneguda a Sant Magne, Barbara Hornbogin, hi va morir l'any 1509.
Al segle xvi es va fundar el monestir benedictí de Santa Wiborada a San Giorgio. Suprimit el 3 de juny de 1834, el seu arxiu es conserva en el de l'Abadia de Sant Gal.

### L'ofici
Ja al segle xi consta una Litúrgia de les Hores de Santa Wiborada, que la qual tan sols es conserva un doble foli d'un Antifonari amb oficis litúrgiques de santes, entre els quals Wiborada, avui a l'Arxiu municipal de Sant Gal (Vol 508, Scatola Fragmente, Bücher).
En un manuscrit del segle xiv es troba un ofici de Wiborada en resum, procedent del Magnificat, cinc antífones de laudes, l'Evangelica antiphona i l'antífona de Sant Benet. En el Supplementum Breviarii del monjo de Sant Gal, Gallus Wagner, del 1574 es torba l'Ofici de Wiborada complet, com era d'ús al segle xvi.

### El vi beneït
En el culte de Wiborada apareix també una tradició: les ofertes de vi de santa Wiborada, al dia del seu aniversari. Com el vi de Sant Gal, que serví de model, aquest vi se serveix en una copa en forma de petxina amb una cullera, que hauria pertanyut a Wiborada. Aquesta cullera és de fusta i va ser encapsulada en plata al segle XVII; la copa, també en argent, porta inscrit l'any 1698. Els dos objectes pertanyien al convent de santa Wiborada, avui conservats a l'abadia benedictina de Sant Gallenberg a Glattburg.

### Vita I
En l'epíleg de la Vida més antiga consta el monjo Ekkeard I com a redactor, i fa basar la seva escriptura en un miracle: Ekkeard hauria promès escriure la vida de la santa si es recuperava d'una greu malaltia, la qual cosa hauria succeït gràcies al cilici de Wiborada. Fou però el bisbe Ulric d'Augsburg, que havia estat alumne del col·legi de l'abadia de Sant Gal, el que va instar Ekkeard a complir finalment la seva promesa. A aquest epíleg es refereix també l'autor de la Vida més recent, Erimanno de Sant Gal, en el seu pròleg detallat.
La Vida I es troba en tres manuscrits. És en el volum Passionale de Stoccarda (Bibl. fol. 56–58) -la peça més important dels manuscrits de l'Abadia de Zwiefalten, que des del 1802 es conserva a la Biblioteca Nacional del Württemberg a Stoccarda- el que ha arribat més complet fins als nostres dies, i conté, a més de la biografia de Wiborada, 45 llegendes posteriors més sobre la santa. Aquest volum va ser escrit vers l'any 1144 i prové, com es desprèn de l'anàlisi de les caplletres de l'Abadia de l'Abadia d'Hirsau. El segon manuscrit, datat el 1464, prové de l'Abadia de Sant Ulric i Santa Afra a Augusta, actualment conservat a la "Biblioteca civica e nazionale di Augusta". Dels dos altres manuscrits procedents de les abadies de Dillingen i de Waiblingen, que foren la base d'una edició incorrecta dels bol·landistes del segle xvii, i que s'havien donat per desapareguts, el Wiblingen ha estat retrobat i reconegut en el seu valor com a sistematització del text. La Vita consta de 46 capítols.

### Vita II
Aquesta Vida va ser redactada al voltant del 1075, pel monjo Erimanno de Sant Gal un segle després de la primera i 28 anys després de la canonització de Wiborada. Aquest text es troba en el Corpus de les llegendes dels sants (Codex 560) de la biblioteca de l'Abadia de Sant Gal i es tracta probablement d'un manuscrit autògraf d'aquest autor. Sobre aquest text es basen les còpies dels Còdexs 564, 610 i 1034 de l'esmentada biblioteca, i el còdex 586, escrit entre 1430 i 1436, que inclou, a més de les llegendes dels sants, un síntesi de la Vita II de la santa, i la representació més antiga de Wiborada, amb el llibre i l'alabarda. Encara, i abans del 1451-1460, hi ha una traducció amb 53 miniatures (Codex 602 de la dita biblioteca).